# Jon Kyl
Jon Kyl (Oakland, 1942. április 25. –) az Amerikai Egyesült Államok szenátora (Arizona, 1995–2013).